# Вог (вулканологія)
Вог (від англ. Vog — volcanic smog — вулканічний смог) — це форма забруднення повітря вулканічним димом (вулканічний газ) та водяним туманом (або дрібним дощем). 

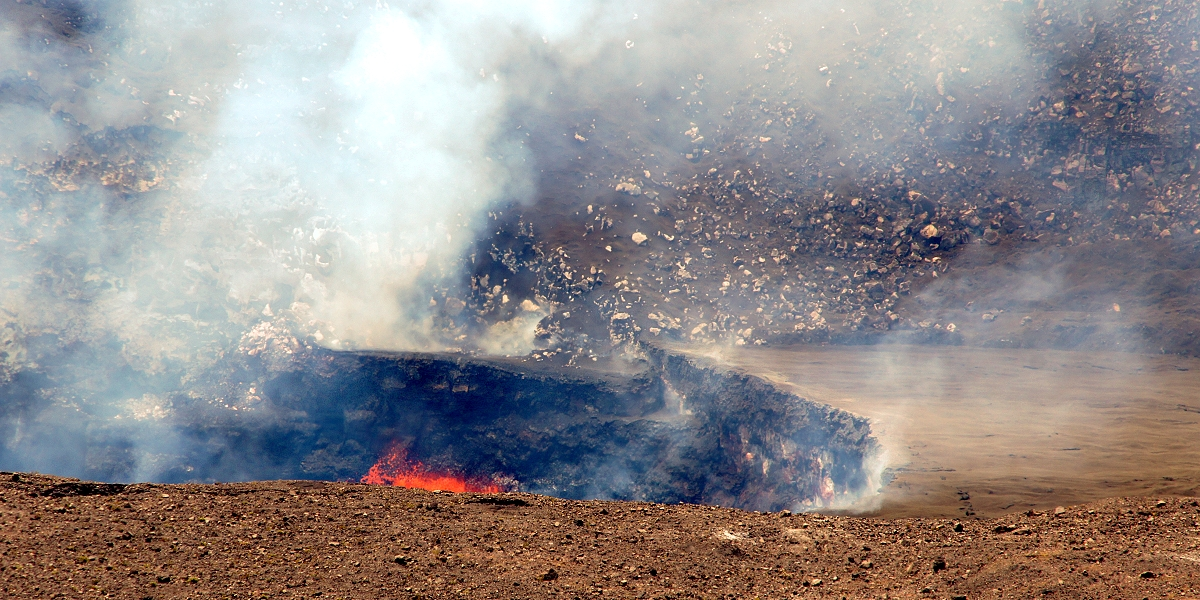
Основне джерело гавайського вога — Кратер Халемаумау

Вода розчиняє оксиди сірки, оксиди азоту, перетворюючи їх на кислоти, а також інші гази та частинки диму, що виділяються активним вулканом, які реагують з киснем повітря (окиснення) на сонце (фотохімічні реакції). Створюється кислотна хмара з характерним неприємним запахом, що переноситься вітром на велику відстань та негативно впливає на природу та здоров'я людей..